# Söptei Andrea
Söptei Andrea (Budapest, 1967. június 15. –) Jászai Mari-díjas magyar színésznő, érdemes művész.

## Életpályája
1986–1990 között a Színház- és Filmművészeti Főiskola hallgatója volt Zsámbéki Gábor osztályában. 1989–1996 között a Budapesti Katona József Színház tagja volt. 1996–2002 között szabadfoglalkozású művész volt. 2002–2003-ban a Soproni Petőfi Színház művésze volt. 2003 óta a Nemzeti Színházban játszik.

## Színházi szerepei
A Színházi adattárban regisztrált bemutatóinak száma: 56.
| - Viola (William Shakespeare: Vízkereszt, vagy amit akartok) - Csitri (Spiró György: Csirkefej) - Elli (Ödön von Horváth: Kasimir és Karoline) - Kátya (Csehov: Platonov) - Turandot (Brecht: Turandot, avagy a szerecsenmosdatók kongresszusa) - Sz. Hárfás Giza és Tördes Sári (Szomory Dezső: Hermelin) - Kikötői utcalány (Valle-Inclán: Lárifári hadnagy felszarvazása) - Ophelia (William Shakespeare: Hamlet) - Rémült kurva (Koltes: Roberto Zucco) - Leni (Milan Uhde: Örömhír) - Andi (Németh Ákos: Müller táncosai) - Maria (Ödön von Horváth: Hit, remény, szeretet) - Agáta (Kundera: Jakab meg a gazdája) - Chris és Maggie (Brian Friel: Pogánytánc) - Rozina (Beaumarchais: A sevillai borbély) - Hippolita (William Shakespeare: Szentivánéji álom) - Varja (Csehov: Cseresznyéskert) - Petúnia (Arden: Élnek, mint a disznók) - Natali (Jerofejev: Walpurgis-éj, avagy a kővendég léptei) - I. Erzsébet (Paul Foster: I. Erzsébet) - Adél (Molnár Ferenc: Az üvegcipő) - Éva (Madách Imre: Az ember tragédiája) - Magda, Margit (Gábor Andor: Ciklámen) | - Anna (Márai Sándor: Kaland) - Anna (Bergman: Álomszonáta) - Agafja Tyihonovna és Fjokla Ivanovna (Gogol: Háztűznéző) - Adele (Schnitzler: Távoli vidék) - Marguerite Gautier (Illésházy András: A kaméliás hölgy) - Nő (Jon Fosse: Tél) - Sólyomárus leány, Sólyomistennő (Weöres Sándor: Holdbeli csónakos) - Özvegy Sereczkyné (Csiky Gergely: Buborékok) - Ankica (Kusan: Galócza) - Erzsébet királyné (William Shakespeare: III. Richárd) - Prothoe (Kleist: Pentheszileia) - Rózsi (Füst Milán: Boldogtalanok) - Maria Lukjanovna (Erdman: Az öngyilkos) - Regan (William Shakespeare: Lear király) - Flemalle (Spiró György: Szilveszter) - Ljudmila (Gorkij: Vassza Zseleznova) - Iluska (Bakonyi Károly: János vitéz) - Cariola (Webster: Amalfi hercegnő) - Beulah Binnings (Tennessee Williams: Orfeusz alászáll) - Paula (Sperr: Vadászjelenetek Alsó-Bajorországból) - Dr. Poroszlay Sarolta (Térey János: Jeremiás avagy Isten hidege) - Grete (Różewicz: Kelepce) |

## Filmjei

### Játékfilmek
- Az aranyműves boltja (1991)
- Melodráma (1991)
- Hoppá (1992)
- Presszó (1998)
- Rosszfiúk (2000)
- A ház emlékei (2002)
- 9 és ½ randi (2008)
- Kaméleon (2008)
- Hősnők - Kéthly Anna és Slachta Margit története (2024)

### Tévéfilmek
- A múzsa csókja
- Chioggiai csetepaté (1990)
- Petőfi Sándor: Az apostol (1991)
- Tiszazug (1992)
- Feltámadás Makucskán (1995)
- Szigetvári vértanúk (1996)
- Esti sugárkoszorú (1997)
- Családi album (1999)
- A megtalált szerep (1999)
- Családi kör (2000)
- Rendőrsztori (2002)
- Folytassa Claudia! (2003)
- Született lúzer (2007)
- Presszó (2008)
- Presszó 10 év (2009)
- Munkaügyek (2013)
- Egynyári kaland (2015–2018)
- Ízig-vérig (2019)

## Szinkronszerepei
- A szeretet földje: Lurene Hallett - Michelle Pfeiffer
- Dr. No: Honey Ryder - Ursula Andress
- Drága doktor úr: Concetta 'Cettina' Gargiulo - Lunetta Savino
- Haláli fegyver: Miss Cuki - Kathy Ireland
- Ház az utca végén: Sarah - Elizabeth Sue
- Lantana – Szövevény: Claudia Wiss - Leah Purcell
- Stranger Things: Karen Wheeler - Cara Buono

## Díjai, elismerései
- PUKK-díj (1994)
- Magyar Filmkritikusok Díja – Legjobb női alakítás díja (1999)
- Jászai Mari-díj (2006)
- Szörényi Éva-díj (2015, 2019)[5]
- Érdemes művész (2017)